# Epactiochernes insularum
Epactiochernes insularum är en spindeldjursart som beskrevs av William B. Muchmore 1974. Epactiochernes insularum ingår i släktet Epactiochernes och familjen blindklokrypare. Inga underarter finns listade i Catalogue of Life.